# Рибний день
Ри́бний день — день тижня, в який м'ясна їжа частково або повністю замінюється рибною.

## Рибний день в православній традиції
Традиційно у православних і католиків середа і п'ятниця були пісними днями, в які заборонялося вживати вірянам м'ясо, але дозволялися рибні страви. У православ'ї це правило не поширювалось на літній м'ясоїд, також рибними днями були деякі свята: Благовіщення Пресвятої Богородиці, Вербна неділя, перше Причастя Богородиці (якщо свято припадає на середу або п'ятницю).

## Рибний день в СРСР
У Радянському союзі введення рибного дня для населення було викликане спадом виробництва м'яса, для боротьби з недостатньою кількістю білків в раціоні. Ініціатором «рибного дня» введеного 12 вересня 1932 року постановою Наркомпостач СРСР «Про введення рибного дня на підприємствах громадського харчування» був Анастас Іванович Мікоян, який запозичив цю ідею в Данії.
Пізніше 26 жовтня 1976 року ЦК КПРС видав повторну постанову про введення «рибного дня». Цього разу причиною введення рибного дня був не тільки брак м'ясної їжі, але і бажання керівництва країни збільшити виробництво рибної продукції.
Цього разу за рибний день був закріплений — четвер. Багато підприємств громадського харчування цього дня не включали до меню жодних м'ясних страв, що викликало незадоволення у робітників і службовців. Чому рибний день був призначений саме на четвер, було дано чітке обґрунтування, підкріплене статистикою і розрахунками, що зводяться до того, що реалізація риби саме цього дня буде максимальною.